# فيونا كالديكوت
فيونا كالديكوت (بالإنجليزية: Fiona Caldicott)‏ الحاصلة على رتبة الإمبراطورية البريطانية وزمالة كلية الأطباء الملكية وزمالة أكاديمية العلوم الطبية (من مواليد 12 يناير 1941) هي طبيبة نفسية شغلت سابقًا مدير كلية سوميرفيل، أكسفورد.
شغلت فيونا منصب نائب رئيس الجامعة لشؤون الموظفين وتكافؤ الفرص، في جامعة أكسفورد وترأست لجنة شؤون الموظفين التابعة لها. تشغل الآن منصب رئيسة مستشفى الصحة الوطنية للمستشفيات التابعة لجامعة أوكسفورد ورئيس سابق للجمعية البريطانية للإرشاد والعلاج النفسي. تعتبر كالديكوت أول امرأة تتولى رئاسة الكلية الملكية للأطباء النفسيين (1993-1996) وأول امرأة لها تعين كعميد لها (1990-1993). كما شغلت في الفترة من 2011 إلى 2013 منصب رئيس مجلس إدارة المعلومات الوطني للرعاية الصحية والاجتماعية.

## حياتها المبكرة
وُلدت كالديكوت في 12 يناير 1941، وهي ابنة جوزيف سويزان وإليزابيث (ني رانسلي). درست فيونا في مدرسة مدينة لندن للبنات. ثم درست الطب في كلية سانت هيلدا، أكسفورد وتخرجت بدرجة بكالوريوس الطب والجراحة في عام 1966.

## لجنة كالديكوت
شكّل رئيس الخدمات الطبية في إنجلترا وويلز لجنة مراجعة بسبب القلق المتزايد بشأن الطرق التي يتم بها استخدام معلومات المريض في هيئة الخدمات الصحية الوطنية في إنجلترا وويلز والتي تحتاج إلى ضمان عدم تقويض السرية. يعزى هذا القلق إلى حد كبير إلى تطوير تكنولوجيا المعلومات في الخدمة، وقدرتها على نشر المعلومات عن المرضى بسرعة وعلى نطاق واسع.
وفي عام 1996، صدرت توجيهات بشأن «حماية واستخدام معلومات المرضى» وكانت هناك حاجة إلى تعزيز الوعي بها على جميع المستويات في الاستراتيجية الوطنية للصحة. لم يؤثر ذلك على اسكتلندا في الأصل إلا أنها اعتمدت ذلك النظام مؤخرًا، وأُنشئت لجنة رئيسية تحت رئاسة فيونا كالديكوت، وكانت هناك أربعة فرق عاملة منفصلة؛ كانت اللجنة تعرف باسم لجنة كالديكوت.
كانت لجنة كالديكوت مسؤولة عن مراجعة جميع المعلومات التي يمكن تعريفها من قِبَلِ المريض والتي تمر من منظمات الصحة الوطنية إلى هيئات الصحة الوطنية أو غير التابعة لهيئة الصحة الوطنية لأغراض أخرى غير الرعاية المباشرة أو البحوث الطبية أو حيث يكون هناك شرط قانوني للمعلومات. وكان على اللجنة أن تنظر في كل تدفق للمعلومات التي يمكن التعرف عليها من قِبَلِ المريض، وأن تقدم المشورة إلى هيئة الصحة الوطنية التنفيذية حول ما إذا كان تحديد هوية المريض له غرض يبرره وما إذا كان العمل للحد من مخاطر انتهاك السرية أمر مرغوب فيه، على سبيل المثال، تخفيض أو إزالة أو تخزين منفصل لبند من بنود المعلومات.
نشرت لجنة كالديكوت أول تقرير في كانون الأول / ديسمبر 1997.

## الجوائز والتكريمات
حصلت كالديكوت على الزمالة الفخرية في كلية سومرفيل، أكسفورد، وحازت رتبة الإمبراطورية البريطانية في 15 يونيو 1996.

## روابط خارجية
- BMJ information